# Giacinto Boni
Giacinto Boni, meglio noto come Jimmy o Jim (Supino, 4 giugno 1963), è un allenatore di hockey su ghiaccio, dirigente sportivo ed ex hockeista su ghiaccio italiano naturalizzato canadese.

## Carriera

### Giocatore
Da giocatore, nel ruolo di difensore, Boni ha militato nel campionato di Serie A con oltre 250 presenze, vestendo la maglia dell'HC Bolzano (con il quale ha vinto tre scudetti italiani, nel 1985, 1988 e 1990), dell'AS Mastini Varese, dell'HC Courmaosta e del SHC Fassa. Ha concluso la sua carriera da giocatore militando in Germania, nella terza serie, con la squadra dell'EC Ulm/Neu-Ulm.

#### La morte di Miran Schrott
Il 14 gennaio 1992, in uno scontro di gioco durante la partita di serie B fra il suo CourmAosta ed il Gardena, Boni colpì al petto con la stecca il giocatore altoatesino Miran Schrott. Schrott si accasciò al suolo, fu trasportato all'ospedale di Chamonix dove morì poche ore dopo. Boni fu indagato e processato con l'accusa di omicidio preterintenzionale.
La federazione lo sospese dapprima per la parte finale della stagione 1991-1992, poi, nel mese di giugno 1992, la procura federale chiese la sua radiazione, che divenne, nel successivo mese di dicembre, una squalifica fino al 30 settembre 1994. Poco più di un mese dopo la federazione annullò la squalifica, complice anche una protesta dei giocatori di tutte le squadre (ad eccezione di quelli del Gardena), organizzata da Maurizio Catenacci, che ritardarono l'inizio delle gare.
L'accusa fu poi derubricata in omicidio colposo, e Boni condannato a tre mesi di reclusione, commutati in multa: i giudici sentenziarono che quando Boni colpì l'avversario non aveva intenzione di fargli male.

### Allenatore
Ha allenato per quattro stagioni l'ERC Ingolstadt, in seconda serie (1999-2002) ed in Deutsche Eishockey Liga (2002-2003).
Si è trasferito poi in Austria dove - per quattro stagioni (2003-2007) - ha allenato i Vienna Capitals, vincendo anche un campionato (2004-2005). Nel 2005, la nazionale maschile austriaca retrocesse dal gruppo A alla I divisione, e la nazionale fu affidata a Boni, che riuscì a vincere i mondiali di I divisione del 2006, ma non a salvarsi nei successivi mondiali 2007, dimettendosi. Nel 2007 lasciò anche i Capitals per trasferirsi in un'altra squadra austriaca, i Black Wings Linz.

### Dirigente
Dopo due stagioni sulla panchina del Linz, nell'estate del 2009 (anche se l'annuncio era stato dato già nel dicembre precedente) Boni è tornato all'ERC Ingolstadt, ma nel ruolo di direttore sportivo. Dal 15 gennaio 2014 ha lasciato la squadra, per divergenze con la dirigenza del club.

### Ritorno in panchina
Dopo oltre un anno di stop, nel febbraio 2015 Boni ha fatto ritorno sulla panchina dei Vienna Capitals, dove ha sostituito Tom Pokel poco prima dell'inizio dei playoff della EBEL 2014-2015. Al termine della successiva stagione 2015-2016, Boni ha lasciato i Capitals.

## Palmarès

### Giocatore

#### Club
- Campionato italiano: 4

Bolzano: 1981-1982, 1984-1985, 1987-1988, 1989-1990

### Allenatore

#### Club
- Campionato austriaco: 1

Vienna: 2004-2005

#### Nazionale
- Campionato mondiale di hockey su ghiaccio - Prima Divisione: 1

Estonia 2006